# Клерво
Клерво (фр. Clervaux; лукс. Clierf или локално Cliärref) је општина и варош у северном Луксембургу, која је главни град истоименог кантона.
На грбу града, додељеном 1896. године, приказана су три коса на златном тлу у врху црвеног штита, као варијација грба бивших лордова од Клервоа.
Према 2024. године, варош Клерво, који се налази на југозападу комуне, има 1.572 становника.